# Zajezdnia (miesięcznik)
Zajezdnia – miesięcznik o transporcie publicznym w Polsce i na świecie. Powstał w 2004 r. i ukazywał się do 2005 r. Gazeta wydawana była przez Marketing Partner, a jej redaktorem naczelnym był Mariusz Przybylski.
W piśmie poruszane były tematy z zakresu:
- autobusów
- metra
- tramwajów
- trolejbusów
- zagadnień prawnych
- bezpieczeństwa
- finansowania transportu
- funduszy strukturalnych UE
- historii komunikacji
- inteligentnych systemów transportowych
- kolei miejskiej
- marketingu w transporcie publicznym
- transportu międzymiastowego
- zarządzania transportem.

'Zajezdnia' była źródłem informacji dla:
- organizatorów transportu zbiorowego
- samorządów
- pasjonatów komunikacji miejskiej
- przewoźników
- uczelni wyższych
- producentów taboru, osprzętu i akcesoriów